# پرشین ریسک
پرشین ریسک (به انگلیسی: Persian Risk) نام یک گروه هوی متال ولزی است که در اواخر دهه ۷۰ و اوایل دهه ۸۰ میلادی درست در زمانی که موج نو هوی متال انگلیسی در اوج خود بود، فعال بوده است.